# پوشاک ورزشی پیک
پوشاک ورزشی پیک (انگلیسی: Peak Sport Products) شرکت تولیدکنندهٔ پوشاک ورزشی چینی است که در سال ۱۹۸۹ تأسیس شده است. اصلی‌ترین کسب و کار این شرکت از زمان تأسیس بسکتبال است و این روزها ورزش‌های دیگری از جمله فوتبال، والیبال، تنیس و … را نیز پوشش می‌دهد.
پیک اسپورت اس.آر.ال. (بخش بین‌المللی پیک) در سال ۲۰۰۰ افتتاح شد. بخش بین‌المللی پیک در ایتالیا مستقر است و بر تولید محصولات جدید و توزیع برند پیک در سراسر دنیا تمرکز دارد.
این شرکت در سال ۲۰۰۹ با ارزش ۱٫۴ میلیارد دلار وارد بورس اوراق بهادار هنگ کنگ شد. شرکت پیک به دلیل انحصاری بودن ارائه دهنده محصولات اورجینال هست.